# Leopold Museum
Il Leopold Museum, ospitato presso il Museumsquartier a Vienna, Austria, alloggia una delle più vaste collezioni d'arte moderna austriaca. Il museo contiene la più grande raccolta mondiale di opere di Egon Schiele. Tra le altre opere, vi sono quadri di Gustav Klimt, Oskar Kokoschka e Richard Gerstl.

## Opere
Nell'arco di mezzo secolo, i fondatori Elisabeth e Rudolf Leopold acquisirono oltre 5000 lavori, consolidati nel 1994 nella Fondazione Privata Leopold Museum, con l'assistenza della Repubblica d'Austria e la Banca Nazionale d'Austria. Il Leopold Museum venne inaugurato nel 2001.
Il fulcro della collezione è rappresentato dell'arte austriaca della prima metà del XX secolo, e include importanti dipinti e disegni di Egon Schiele e Gustav Klimt, che mostrano la graduale trasformazione in Austria della Secessione viennese – il movimento Art Nouveau/Jugendstil – in Espressionismo. Il contesto storico viene illustrato dalle maggiori opere d'arte austriache del XIX e XX secolo.

## Controversie
Nel 2012 ai poster della mostra Uomini nudi dovette venire aggiunta una striscia rossa per coprire i genitali dei modelli in foto.